# Maurice Jarre
Maurice Jarre (Lyon, Francia, 13 de septiembre de 1924-Los Ángeles, Estados Unidos, 28 de marzo de 2009) fue un compositor francés de bandas sonoras. Jarre es particularmente conocido por haber compuesto las partituras para las bandas sonoras de las películas de David Lean, entre las que destacan Lawrence de Arabia (1962), Doctor Zhivago (1965), y Pasaje a la India (1984), por las que ganó premios de la Academia en la categoría de mejor banda sonora original. También fue galardonado con cuatro Globos de Oro, dos premios BAFTA, un premio Grammy y una estrella en el paseo de la fama de Hollywood (6505 Hollywood Boulevard).
Es el padre del músico de música electrónica Jean-Michel Jarre.

## Biografía
Sus padres fueron André Jarre y Gabrielle Renée Boullu. Primero se matriculó en la escuela de ingeniería de la Sorbona, pero decidió seguir cursos de música en su lugar. Abandonó la Sorbona contra la voluntad de su padre y se matriculó en el Conservatorio de París para estudiar composición y armonía, y eligió la percusión como instrumento principal. Llegó a ser director del Théâtre National Populaire y grabó su primera partitura cinematográfica en Francia en 1951.
Maurice Jarre debutó en la compañía Renaud-Barralt en 1946, formando un dúo con Pierre Boulez (piano y ondas Martenot).
Su carrera como compositor se inició en 1948, con la música para el espectáculo Le Gardien du Tombe, de Franz Kafka. Poco más tarde pasó a desempeñar la dirección musical del Théâtre National Populaire de París (1951-1963).
En 1952 se convirtió rápidamente en un compositor popular y respetado en Francia y el continente europeo gracias a su primera banda sonora para película Hôtel des Invalides.
El reconocimiento mundial le vino una década más tarde, cuando fue contratado para componer la banda sonora de la épica Lawrence de Arabia (1962), de David Lean, con la que ganó un Óscar a la mejor banda sonora original y que se convertiría en uno de los temas de cine más reconocidos de todos los tiempos. De su colaboración con Lean también surgirían obras como las bandas sonoras de Doctor Zhivago (1965) y Pasaje a la India (1984) (que le reportaron dos Óscar más en la misma categoría), así como La hija de Ryan (1970).
Entre sus bandas sonoras para otros filmes destacan El día más largo (1962), Los profesionales (1966), Grand Prix (1966), Topaz (1969), El juez de la horca (1972), El hombre que pudo reinar (1975), El Mensaje (1976), Jesús de Nazareth (1977), Witness (1985), La Costa de los Mosquitos (1986), Atracción fatal (1987), Gorilas en la niebla (1988), El club de los poetas muertos (Dead Poets Society) (1989), Ghost (1990) y Un paseo por las nubes (1995).
Jarre escribía principalmente para orquestas, pero durante los años 80 empezó a probar la música sintetizada. Por este motivo recibió algunas críticas acerca de que lo hacía más por comodidad que por estética. Él mismo lo desmintió puntualizando que su trabajo en Witness, por ejemplo, fue más laborioso que si hubiese sido orquestal. Las bandas sonoras electrónicas de Jarre también incluyen Atracción fatal, El año que vivimos peligrosamente, No hay salida, Gorilas en la niebla, El club de los poetas muertos (Dead Poets Society) y Jacob's Ladder. En varios de estos trabajos recibió asesoramiento de su hijo Jean Michel, compositor de música electrónica.
En 2003 anunció su retirada definitiva de la composición musical para el cine.
Con ocasión del festival de Cine de Berlín en 2009, donde recibió un Oso de oro por toda su carrera, Jarre realizó su última aparición en público. Víctima de un cáncer, murió el 29 de marzo de ese mismo año en Los Ángeles, Estados Unidos.
Fue padre del también compositor francés de música electrónica Jean-Michel Jarre (nacido de su matrimonio con France Pejot), así como de Stefanie Jarre (con la actriz francesa Dany Saval) y del guionista de cine americano Kevin Jarre (adoptado tras su matrimonio con la americana Laura Devon).

## Filmografía
- 1962 - El día más largo
- 1962 - Lawrence de Arabia (Óscar a la mejor banda sonora original)
- 1963 - Les dimanches de Ville d'Avray (solo adaptación musical) (nominado al Óscar a la mejor adaptación musical)
- 1963 - La persecución (Un roi sans divertissement), de François Leterrier
- 1964 - Behold a Pale Horse
- 1964 - Week-end à Zuydcoote
- 1965 - El coleccionista
- 1965 - Anna Kauffman
- 1965 - Doctor Zhivago (Óscar a la mejor banda sonora original)
- 1966 - Los profesionales
- 1966 - ¿Arde París?
- 1967 - La noche de los generales
- 1967 - Barbarella
- 1968 - La caída de los dioses
- 1968 - El póker de la muerte
- 1968 - Villa Rides
- 1968 - El hombre de Kiev
- 1969 - Topaz
- 1970 - La hija de Ryan
- 1970 - Sol rojo
- 1972 - El juez de la horca
- 1973 - El hombre de Mackintosh
- 1973 - Grandeur nature
- 1973 - Miércoles de ceniza
- 1974 - La isla del fin del mundo, de Robert Stevenson
- 1975 - El hombre que pudo reinar
- 1977 - El mensaje (nominado al Óscar)
- 1977 - Jesús de Nazareth
- 1978 - El tambor de hojalata
- 1979 - El mago de Lublin
- 1980 - El último vuelo del Arca de Noé
- 1982 - Firefox
- 1982 - The Year of Living Dangerously
- 1984 - Pasaje a la India (Óscar a la mejor banda sonora original, Capitol Records CD022)
- 1984 - La gran huida (Dreamscape), de Joseph Ruben
- 1984 - Top Secret!
- 1985 - Mad Max Beyond Thunderdome
- 1985 - Witness (nominado al Óscar)
- 1985 - Enemigo mío
- 1986 - The Mosquito Coast
- 1987 - Gaby. Una historia verdadera
- 1987 - No hay salida
- 1987 - Atracción fatal
- 1988 - Gorilas en la niebla (nominado al Óscar, MCA Records CD023)
- 1989 - Cocktail
- 1989 - Dead Poets Society
- 1990 - Hasta la noche, mi amor
- 1990 - Ghost (nominado al Óscar)
- 1990 - Jacob's Ladder (Varése Sarabande VSD-5291)
- 1990 - El cielo se equivocó
- 1992 - La sombra del lobo
- 1992 - Solar crisis
- 1992 - Fuegos internos
- 1992 - School Ties
- 1993 - Mr. Jones
- 1994 - Fearless
- 1995 - Un paseo por las nubes
- 1997 - El día y la noche
- 1999 - Sunshine
- 2000 - Soñé con África
- 2001 - Topaz
- 2001 - In Love with the Desert
- 2001 - Rebelión en Polonia

## Premios y nominaciones
Premios Óscar
| Año  | Categoría                                     | Trabajo nominado             | Resultado |
| ---- | --------------------------------------------- | ---------------------------- | --------- |
| 1963 | Mejor banda sonora – sustancialmente original | Lawrence de Arabia           | Ganador   |
| 1964 | Óscar a la mejor banda sonora - adaptada      | Sundays and Cybele           | Nominado  |
| 1966 | Óscar a la mejor banda sonora - original      | Doctor Zhivago               | Ganador   |
| 1973 | Óscar a la mejor canción original             | El juez de la horca          | Nominado  |
| 1978 | Óscar a la mejor banda sonora                 | Mahoma, el mensajero de Dios | Nominado  |
| 1985 | Óscar a la mejor banda sonora                 | Pasaje a la India            | Ganador   |
| 1986 | Óscar a la mejor banda sonora                 | Único testigo                | Nominado  |
| 1989 | Óscar a la mejor banda sonora                 | Gorilas en la niebla         | Nominado  |
| 1991 | Óscar a la mejor banda sonora                 | Ghost                        | Nominado  |

Globos de Oro
| Año  | Categoría                                | Trabajo nominado          | Resultado |
| ---- | ---------------------------------------- | ------------------------- | --------- |
| 1962 | Globo de Oro a la mejor banda sonora     | Lawrence de Arabia        | Candidato |
| 1965 | Globo de Oro a la mejor banda sonora     | Doctor Zhivago            | Ganador   |
| 1966 | Globo de Oro a la mejor banda sonora     | ¿Arde París?              | Candidato |
| 1972 | Globo de Oro a la mejor canción original | El juez de la horca       | Candidato |
| 1975 | Globo de Oro a la mejor banda sonora     | El hombre que pudo reinar | Candidato |
| 1984 | Globo de Oro a la mejor banda sonora     | Pasaje a la India         | Ganador   |
| 1985 | Globo de Oro a la mejor banda sonora     | Único testigo             | Candidato |
| 1986 | Globo de Oro a la mejor banda sonora     | La costa de los mosquitos | Candidato |
| 1988 | Globo de Oro a la mejor banda sonora     | Gorilas en la niebla      | Ganador   |
| 1995 | Globo de Oro a la mejor banda sonora     | Un paseo por las nubes    | Ganador   |
| 2000 | Globo de Oro a la mejor banda sonora     | Sunshine                  | Candidato |